# Primula wenshanensis
Primula wenshanensis là một loài thực vật có hoa trong họ Anh thảo. Loài này được F.H. Chen & C.M. Hu miêu tả khoa học đầu tiên năm 1990.